# FIFA 17
FIFA 17 é um jogo eletrônico de futebol desenvolvido e publicado pela EA Sports, que foi lançado mundialmente em 27 de setembro de 2016. Este é o vigésimo quarto título da série FIFA e o primeiro a usar o mecanismo de jogo da Frostbite para Xbox One, PS4 e PC. O jogo teve como embaixadores os jogadores Marco Reus, do Borussia Dortmund, James Rodríguez, do Real Madrid, Eden Hazard, do Chelsea e Anthony Martial, do Manchester United. A EA Sports também lançou vídeos e imagens revelando parcerias com alguns clubes como Bayern München, Real Madrid, Manchester United e Juventus.

## Jogabilidade
O jogo destacou um novo modo de campanha para um jogador intitulado A Jornada (semelhante ao modo MyCareer na série NBA 2K), onde os jogadores assumem a posição de Alex Hunter, um jovem futebolista tentando deixar sua marca na Premier League. O jogador é capaz de selecionar qualquer um dos 20 clubes da Premier League para jogar no início da temporada. O modo de história também apresenta uma roda de diálogo onde as decisões tomadas durante o jogo interferem diretamente na reação dos outros personagens da história.
O jogo também tem recriações de jogadas ensaiadas, como também gráficos mais realistas e clubes femininos.
A EA Sports também anunciou, na E3 de 2016, que teria os 20 técnicos da Premier League reproduzidos no jogo, com seus rostos digitalizados.
Em 12 de setembro de 2016, a EA anunciou que a FA Cup estaria completamente licenciada no FIFA 17, assim como a Premier League e a Bundesliga, já licenciados na série, menos para as versões de PlayStation 3 e Xbox 360.
A grande novidade do FIFA 17 foi o The Journey, um modo onde o jogador controla Alex Hunter, um jovem atleta inglês que está trilhando seu caminho no futebol.

## Ligas e equipes
No dia 23 de junho de 2016, a EA anunciou que a J1 League e a J.League Cup estariam no jogo pela primeira vez na história, além de um novo estádio, o Suita City Football Stadium, casa do Gamba Osaka.
No dia 1 de setembro de 2016, durante a Brasil Game Show, a EA Sports anunciou que as equipes e respectivos jogadores do Brasileirão estariam no jogo, completamente licenciados (exceto Corinthians e Flamengo, que assinaram um acordo de exclusividade com a Konami para aparecer em Pro Evolution Soccer 2017), além da adição de 5 clubes da Série B, completamente licenciados (Avaí, Criciúma, Goiás, Joinville e Vasco da Gama) colocados no "Resto do Mundo". O Brasileirão voltou a ser exibido com sua própria liga, algo que não acontecia desde o FIFA 14 devido a problemas de licenciamento dos jogadores; entretanto, esses mesmos problemas continuavam a ser um entrave para o licenciamento, visto que as equipes brasileiras, apesar de apresentar emblemas, nomes e uniformes autênticos, contam com elencos totalmente fictícios. No mesmo dia, foi anunciada a volta do HJK no jogo, através do próprio site da equipe finlandesa, que não aparecia na série desde o FIFA 99. A lista completa de times e ligas do jogo foi divulgada pela EA em 16 de setembro.
| - Austrália - A-League - Arábia Saudita - Saudi Professional League - Coreia do Sul - K League Classic - Japão - J1 League - Alemanha - Bundesliga - 2. Bundesliga - Áustria - Austrian Football Bundesliga - Bélgica - Jupiler Pro League - Dinamarca - Alka Superliga - Escócia - Scottish Premiership - Espanha - La Liga - Segunda División - França - Ligue 1 - Ligue 2 | - Holanda - Eredivisie - Inglaterra - Premier League - Football League Championship - Football League One - Football League Two - Irlanda - League of Ireland - Itália - Serie A - Serie B - Noruega - Tippeligaen - Polônia - Ekstraklasa - Portugal - Primeira Liga - Rússia - Russian Premier League - Suécia - Allsvenskan - Suíça - Swiss Super League - Turquia - Süper Lig | - Estados Unidos - Major League Soccer - México - Liga BBVA Bancomer - Argentina - Primeira División - Brasil - Liga do Brasil - Chile - Campeonato Nacional Scotiabank - Colômbia - Liga Águila |

#### Equipes do resto do mundo
- Kaizer Chiefs
- Orlando Pirates
- Avaí
- Criciúma
- Goiás
- Joinville
- Vasco da Gama
- HJK
- Olympiacos
- Panathinaikos
- PAOK
- Shakhtar Donetsk
- MLS All-Stars
- World XI
- Classic XI
- adidas All-Stars

#### Seleções masculinas
| - África do Sul - Alemanha - Argentina - Austrália - Áustria - Bélgica - Bolívia - Brasil - Bulgária - Camarões - Canadá - Chile - China - Colômbia - Costa do Marfim - Dinamarca | - Equador - Egito - Escócia - Eslovênia - Espanha - Estados Unidos - Finlândia - França - Grécia - Hungria - Índia - Inglaterra - Irlanda - Irlanda do Norte - Itália - México | - Noruega - País de Gales - Países Baixos - Paraguai - Peru - Polónia - Portugal - Tchéquia - Romênia - Rússia - Suécia - Suíça - Turquia - Uruguai - Venezuela |

#### Seleções femininas
| - Alemanha - Austrália - Brasil - Canadá - China - Espanha - Estados Unidos - França - Inglaterra - Itália - México - Noruega - Países Baixos - Suécia |

## Estádios
No dia 14 de junho de 2016 a EA confirmou 3 novos estádios para o jogo. São 50 licenciados e 29 genéricos. O Camp Nou não esteve no FIFA 17 por conta da parceria do Barcelona com a Konami, assegurando que o estádio aparecesse exclusivamente em Pro Evolution Soccer 2017.
Os estádios em negrito eram novos na série FIFA.
- Alemanha
  - Allianz Arena (Bayern de Munique & TSV 1860 München)
  - Borussia-Park (Borussia Mönchengladbach)
  - Olympiastadion (Hertha Berlin & Alemanha)
  - Signal Iduna Park (Borussia Dortmund)
  - Veltins-Arena (Schalke 04)
  - Volksparkstadion (Hamburgo)
- Arábia Saudita
  - King Abdullah Sports City (Al-Ittihad & Al-Ahli)
  - King Fahd Stadium (Al-Hilal, Al-Shabab & Al-Nassr)
- Argentina
  - El Monumental (River Plate & Argentina)
  - La Bombonera (Boca Juniors)
- Canadá
  - BC Place (Vancouver Whitecaps)
- Espanha
  - Mestalla (Valencia)
  - Santiago Bernabéu (Real Madrid)
  - Vicente Calderón (Atlético de Madrid)
- Estados Unidos
  - CenturyLink Field (Seattle Sounders)
- França
  - Parc des Princes (Paris Saint-Germain & França)
  - Stade Vélodrome (Olympique de Marseille)
- Inglaterra
  - Anfield (Liverpool)
  - Britannia Stadium (Stoke City)
  - Emirates Stadium (Arsenal)
  - Etihad Stadium (Manchester City)
  - Goodison Park (Everton)
  - KCOM Stadium (Hull City)
  - King Power Stadium (Leicester City)
  - Old Trafford (Manchester United)
  - Olympic Stadium (West Ham United)
  - Riverside Stadium (Middlesbrough)
  - Selhurst Park (Crystal Palace)
  - St. Mary's Stadium (Southampton)
  - Stadium of Light (Sunderland)
  - Stamford Bridge (Chelsea)
  - The Hawthorns (West Bromwich Albion)
  - Turf Moor (Burnley)
  - Vicarage Road (Watford)
  - Vitality Stadium (Bournemouth)
  - White Hart Lane (Tottenham Hotspur)
  - Carrow Road (Norwich City)
  - Loftus Road (Queens Park Rangers)
  - St. James' Park (Newcastle United)
  - Villa Park (Aston Villa)
  - Fratton Park (Portsmouth)
  - Wembley Stadium (Inglaterra)
- Itália
  - Juventus Stadium (Juventus)
  - San Siro e Giuseppe Meazza (Milan & Internazionale)
  - Stadio Olimpico (Roma, Lazio & Itália)
- Japão
  - Suita City Football Stadium (Gamba Osaka)
- México
  - Estadio Azteca (América & México)
- Países Baixos
  - Amsterdam Arena (Ajax & Países Baixos)
- País de Gales
  - Liberty Stadium (Swansea City)
- Ucrânia
  - Donbass Arena (Shakhtar Donetsk)

### Estádios fictícios
- Al Jayeed Stadium
- Aloha Park
- Arena del Centenario
- Arena d'Oro
- Court Lane
- Crown Lane
- Eastpoint Arena
- El Grandioso
- El Libertador
- Estadio de las Artes
- Estadio El Medio
- Estadio Presidente G.Lopes
- Euro Park
- FIWC Stadium
- Forest Park Stadium
- Ivy Lane
- Molton Road
- O Dromo
- Sanderson Park
- Stade Municipal
- Stadio Classico
- Stadion 23. Maj
- Stadion Europa
- Stadion Hanguk
- Stadion Neder
- Stadion Olympik
- Town Park
- Union Park Stadium
- Waldstadion

## Trilha sonora
A trilha sonora do jogo foi anunciada no dia 8 de setembro de 2016.
| - Balkan Beat Box - "I Trusted U" - Barns Courtney - "Hobo Rocket" - Bastille - "Send Them Off!" - Bayonne - "Appeals" - Beaty Heart - "Slide To The Side" - Beck - "Up All Night" - Bishop Briggs - "Be Your Love" - Bob Moses - "Tearing Me Up (RAC Mix)" - Capital Cities - "Vowels" - Catfish and the Bottlemen - "Postpone" - Ceci Bastida feat. Aloe Blacc - "Un Sueño" - Compass: Mexican Institute Of Sound + Toy Selectah feat. Rob Birch, Kool A.D., Emicida, Maluca - "Explotar" - Declan McKenna - "Isombard" - Digitalism - "Shangri-La" - DMA's - "Play It Out" - Empire of the Sun - "High And Low" - Formation - "Pleasure" - Glass Animals - "Youth" - Grouplove - "Don’t Stop Making It Happen" - HUNTAR - "Anyway" - Jack Garratt - "Surprise Yourself" - Jagwar Ma - "O B 1" - KAMAU feat. No Wyld - "Jusfayu" - Kasabian - "Comeback Kid" - Kygo feat. Kodaline - "Raging" - Lemaitre feat. The Knocks - "We Got U" | - Lewis Del Mar - "Painting (Masterpiece)" - Lola Coca - "Love Songs" - LOYAL - "Moving As One" - Lucius - "Almighty Gosh" - NGOD - "Blue" - Oliver feat. Scott Mellis - "Electrify" - Paper Route - "Chariots" - Paul Kalkbrenner - "(Let Me Hear You) Scream" - Phantogram - "Same Ol Blues" - Porter Robinson & Madeon - "Shelter" - Rat Boy - "Get Over It" - Rocco Hunt - "Sto Bene Così" - SAFIA - "Bye Bye" - Saint Motel - "Move" - Skott - "Porcelain" - Society - "Protocol" - Sofi Tukker - "Johny" - Souls - "Satisfied" - Spring King - "Who Are You?" - ST feat. Marta Kot - "Vera i Nadezhda (WIN)" - Systema Solar - "Rumbera" - Tourist - "Run" - Two Door Cinema Club - "Are We Ready? (Wreck)" - Zedd & Grey - "Adrenaline" - ZHU - "Money" |

## Demo
A versão demo do jogo foi liberada no dia 13 de setembro para todas as plataformas. Os clubes presentes nesta versão eram o Real Madrid, Bayern München, Manchester United, Manchester City, Chelsea, PSG, Lyon, Juventus, Internazionale, Tigres, Seattle Sounders e Gamba Osaka. Os estádios disponíveis eram o Stamford Bridge, do Chelsea, CenturyLink Field, do Seattle Sounders e o inédito Suita City Football Stadium, do Gamba Osaka.

## Capa
Através de uma votação popular na internet foi definido o jogador que seria o novo jogador da capa do game, após a saída de Lionel Messi, jogador da capa dos jogos da série desde o FIFA 13. Era possível votar em um dos quatro embaixadores do jogo, Anthony Martial, Eden Hazard, Marco Reus e James Rodríguez. O mais votado foi Marco Reus, do Borussia Dortmund, que foi escolhido como jogador da capa do FIFA 17.

## Prisão de hackers
Em novembro de 2016, um grupo de hackers foi condenado por fraudar o sistema de micro transações do jogo. O bando foi responsável por um sistema ilegal de "mineração" e obtenção ilegal de recursos no game, com valores que chegam a casa dos 16 milhões de dólares. Segundo o Departamento de Justiça dos EUA, o grupo de hackers desenvolveu um software capaz de burlar os servidores da EA e enganar o sistema para que computasse milhares de partidas em pouquíssimo tempo. Assim, as contas atreladas aos falsificadores geraram um alto acúmulo de FIFA Coins. Eles vendiam essas moedas em mercados paralelos, e transformavam em ganho real.